# François Spierre
François Spierre (Nancy, 12 de noviembre de 1639-Marsella, 6 de agosto de 1681) fue un pintor y grabador francés.
Formado en París de la mano de François de Poilly (1623-1693), viajó después a Italia. Establecido en Roma en 1659, realizó allí sus grabados más notables. Su primer contacto en Roma fue con Cornelis Bloemaert a quien imitaría inicialmente como también a su maestro francés, Poilly. Con el tiempo adquirió un estilo propio en el grabado. Trabajó para grandes pintores, escultores y arquitectos como Pietro da Cortona y Gian Lorenzo Bernini, pero destacó también por su propia obra donde se encuentran grabados realizados para la nobleza italiana. Falleció en un accidente en Francia, adonde había viajado desde Roma al conocer el fallecimiento de su hermano.